# 何金
何 金（か きん、1987年5月3日 - ）は、中華人民共和国・天津市出身の女子水球選手。

## 来歴
2010年アジア競技大会に出場した。
2011年世界水泳選手権に出場した。
2012年ロンドンオリンピックに出場した。